# 南民戦事件
南民戦事件（なんみんせんじけん）は、朴正煕の維新政権（第四共和国）下にあった韓国で韓国中央情報部（KCIA）が地下組織「南朝鮮民族解放戦線（南民戦）準備委員会」を摘発した事件。摘発当時は、人民革命党事件、及び民青学連事件と同じく「韓国の国家体制の転覆を狙った事件」として扱われたが、2006年以降は「韓国の民主化運動の一角」だったと韓国政府から認定されている。ただし、これについては批判もあり、南民戦に対する評価は人によって分かれている。

## 概要
南朝鮮民族解放戦線（南民戦）準備委員会は、1976年2月に李在汶（イ・ジェムン；이재문、1934年～1981年）を中心とする維新政権に反発する人士によって地下組織として結成された。地下組織となったのは、当時の韓国政府が韓国中央情報部（KCIA）を使って反政府運動を「公安事件」として徹底的に取り締まっており、首班格の李在汶自身も人革党再建委員会事件（1975年）の一員としてKCIAから指名手配されていたからである。
南民戦は1977年1月に半合法的な戦術組織として「韓国民主闘争委員会」（韓闘）を組織し、維新体制を批判する印刷物や機関誌『民衆の声』を配布するといった抵抗運動を行なった。また、韓闘は青年学生委員会を組織して『民主救国学生連盟』、『民主救国教員連盟』、『民主救国農民連盟』を相次いで立ち上げ、主に体制を批判するビラの配布による宣伝広報を組織的におこなった。しかし一方で、南民戦は慢性的な活動資金不足に悩まされていたため、韓闘は「彗星隊」（혜성대）という別働隊を組織し、社会的地位のある個人や公的機関に対する金銭・銃器の窃盗行為を繰り返し行なった。結局、活動資金獲得のための犯罪行為がきっかけとなって、1979年10月4日に南民戦は李在汶を始めとする組織の首班がKCIAによって逮捕された。摘発は同年11月まで続き、最終的には84人の関係者が逮捕された。
裁判において、韓国検察は南民戦を「朝鮮戦争以降で最大の地下組織」とし、「ベトコンと同様にデモとテロ、扇動、ゲリラ闘争によって社会を混乱させ、韓国国家を変乱させようとした赤色（共産主義）集団」であると規定した。一方の被告（南民戦関係者）側は「維新政権を打倒しようとする反独裁民主化運動の団体」であると主張したが、1980年に大法院で有罪判決が下され、主犯格の李在汶と申香植（신향식）に死刑、その他関係者に無期懲役または15年以上の有期懲役の判決が下された。その後、李在汶は1981年11月に西大門刑務所で獄死し、申香植は1982年10月に死刑が執行された。その他無期懲役者については、1988年までに釈放されている。
なお、労働党の洪世和も南民戦に参加していたが、KCIAの摘発時点で勤務していた貿易会社の駐在員としてフランスへ出国していたために難を逃れている。

## 事件の余波
南民戦の摘発（1979年10月4日）から12日後、釜山直轄市（現：釜山広域市）と隣接する馬山市（現昌原市）で大規模な反維新政権デモが発生した（釜馬民主抗争：同年10月16日～20日）。民主化抗争が生じた主な原因は、第二次オイルショック・付加価値税導入（1978年）にともなう生活苦にあえぐ中で、地元の国会議員・金泳三が議員職から強制的に除名させられる事件が生じたためであった。だが、韓国当局は南民戦の摘発直後であることから「騒動」の背後に南民戦の残党がいると考え、非常戒厳令発令と韓国軍投入による強硬的な「騒動」鎮圧行動に出た。その結果、韓国の政局は不安定な状態に陥った上、「騒動」の収拾を巡り政権内部で穏健派と強硬派間の対立が深まり、10月26日の朴正煕暗殺へとつながっていった。

## 事件の再評価
2006年3月14日、盧武鉉政権が過去の歴史見直し政策の一環で設けた「民主化運動関連者の名誉回復と補償審議委員会」は、南民戦の活動を民主化運動の一環だったと認め南民戦事件の関係者29人を「民主化運動関係者」と承認した。民主化運動と認められたのは、下記の理由からである。
1. 29人は、維新体制の権威主義的統治に抵抗することを目的として南民戦に参加・活動した。
2. 29人の抵抗行為は維新体制の権威主義的統治に抵抗した行為と認められる。

ただし、同時期の公安事件である人民革命党事件と民青学連事件が再審の結果冤罪と認められたのに対し、南民戦事件は再審が行われておらず1980年の大法院判決が有効のままとなっている。そのため、裁判所の判例上今なお南民戦は「韓国国家を変乱させようとした赤色（共産主義）集団」のままであり、国家保安法が定める「反国家団体」のままである。また、民主化運動として認定された南民戦の活動の中に活動資金獲得のための犯罪行為も含まれているため、韓国の保守派からは南民戦の「民主化運動」認定に反発の声が上がっている。

## 団体名称と団体旗
南民戦（南朝鮮民族解放戦線）は南ベトナムの「ベトコン」（南ベトナム解放民族戦線）とよく似た正式名称を用いていたが、「ベトコン」が「解放民族戦線」と称していたのに対し、南民戦は「民族解放戦線」を名乗っていた。また、KCIAによると南民戦には団体旗があった。南民戦の旗は「ベトコン」の旗を参考にして、北朝鮮の国旗のデザインを組み替えたものとなっていた。

南民戦の旗
南民戦の旗の基になった北朝鮮国旗
南民戦が参考にした「ベトコン」（南ベトナム解放民族戦線、後の南ベトナム共和国）の旗
?ベトコンの旗の基になった北ベトナムの国旗